# Морган, Трейси
Трейси Джамал Морган (англ. Tracy Jamal Morgan; род. 10 ноября 1968, Бронкс, Нью-Йорк, США) — американский актёр-комик, известный благодаря участию в телепередаче «Субботним вечером в прямом эфире» и по роли Трейси Джордана в комедийном сериале «Студия 30».

## Биография
Трейси Морган родился в 1968 году в Бронксе, Нью-Йорке. Отец назвал его Трейси в честь товарища, который погиб во Вьетнаме. Он второй ребёнок Джимми и Алисии Морган.
В 1987 году он женился на своей девушке Сабрине. У пары трое сыновей: Джитрид (1986), Малкольм (1988) и Трэйси-младший (1992). 8 августа 2009 года пара развелась.
В 2011 году Морган обручился с моделью Меган Уолловер. 2 июля 2013 года родилась их дочь Мэйвен Сонэй Морган. 23 августа Морган и Уолловер поженились.

## Избранная фильмография
| Год       |    | Русское название                            | Оригинальное название             | Роль               |
| --------- | -- | ------------------------------------------- | --------------------------------- | ------------------ |
| 1996      | ф  | Тонкая грань между любовью и ненавистью     | A Thin Line Between Love and Hate | бармен             |
| 1996—2006 | с  | Субботним вечером в прямом эфире            | Saturday Night Live               | разные персонажи   |
| 2001      | ф  | Торчки                                      | How High                          | парень             |
| 2001      | ф  | Джей и Молчаливый Боб наносят ответный удар | Jay and Silent Bob Strike Back    | парень на улице    |
| 2005      | ф  | Всё или ничего                              | The Longest Yard                  | миссис Такер       |
| 2005      | ф  | Ну что, приехали?                           | Are We There Yet?                 | Сатчел Пэйдж       |
| 2006      | ф  | Шалун                                       | Little Man                        | Перси              |
| 2006—2012 | с  | Студия 30                                   | 30 Rock                           | Трейси Джордан     |
| 2007      | ф  | Фарс пингвинов                              | Farce of the Penguins             | Маркус, пингвин    |
| 2008      | ф  | Первое воскресенье                          | First Sunday                      | ЛиДжон             |
| 2008      | ф  | Супергеройское кино                         | Superhero Movie                   | профессор Ксавьеp  |
| 2009      | ф  | Миссия Дарвина                              | G-Force                           | Бластер            |
| 2010      | ф  | Двойной КОПец                               | Cop Out                           | Пол Ходжес         |
| 2010      | ф  | Смерть на похоронах                         | Death at a Funeral                | Норман             |
| 2010      | ф  | Копы в глубоком запасе                      | The Other Guys                    | в роли самого себя |
| 2011      | мф | Рио                                         | Rio                               | Луис               |
| 2011      | ф  | Опасный квартал                             | The Son of No One                 | Винсент Картер     |
| 2014      | ф  | Пятёрка лидеров                             | Top Five                          | Фред               |
| 2014      | мф | Рио 2                                       | Rio 2                             | Луис               |
| 2014      | мф | Семейка монстров                            | The Boxtrolls                     | мистер Подлз       |
| 2015      | ф  | Любовная загвоздка                          | Accidental Love                   | Кейшон             |
| 2017      | ф  | Битва преподов                              | Fist Fight                        | Кроуфорд           |
| 2019      | с  | Сумеречная зона                             | The Twilight Zone                 | Дж. К. Уилер       |
| 2020      | мф | Скуби-Ду                                    | Scoob!                            | Капитан Кейвмэн    |
| 2021      | ф  | Поездка в Америку 2                         | Coming 2 America                  | Дядя Рим           |

## Награды и номинации
| Год  | Премия | Категория                                           | Работа    | Результат |
| ---- | ------ | --------------------------------------------------- | --------- | --------- |
| 2009 | «Эмми» | Лучший актёр второго плана в комедийном телесериале | Студия 30 | Номинация |